# Evangelische Kirche Saint-Avold

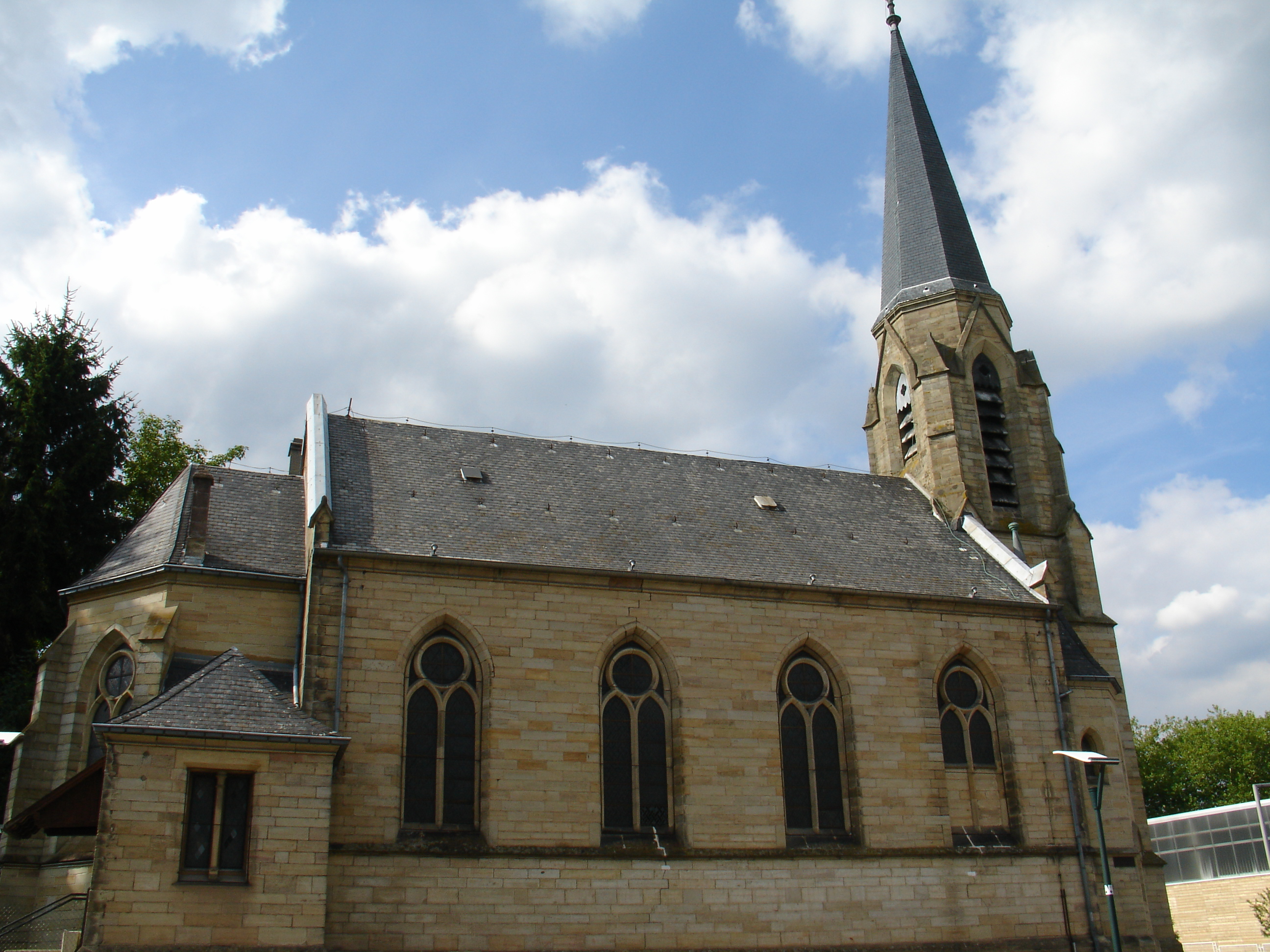
Evangelische Kirche Saint-Avold

Die Evangelische Kirche (französisch: Temple Protestant) befindet sich in Saint-Avold, einer Stadt im Département Moselle in Lothringen im Arrondissement Forbach-Boulay-Moselle. Sie gehört der Protestantischen Kirche Augsburgischen Bekenntnisses von Elsass und Lothringen an. 

## Geschichte
Nach dem Deutsch-Französischen Krieg wurde 1886 in Saint-Avold eine Garnison der preußischen Armee angelegt, für die in den Jahren 1887 bis 1889 die evangelische Kirche errichtet wurde. Nach dem Entwurf des Architekten und Stadtbaurats in Metz Conrad Wahn entstand in einfachen neugotischen Formen eine strebepfeilerlose Saalkirche mit vorgesetztem Turm und polygonaler Apsis. Beim Turmbau geschieht der Übergang zum Oktogongeschoss vermittels vorgesetzter Strebepfeiler. Die Fenstermaßwerke sind in den einfachen geometrischen Formen der frühen Metzer Gotik, namentlich der  Abteikirche St-Vincent, gestaltet. Der Kirchenraum ist flachgedeckt, der Altarraum überwölbt.
Die Orgel schuf der seit 1888 in Straßburg tätige nassauische Orgelbauer Robert Voigt.